# Gà tuyết
Gà tuyết là một nhóm các loài chim trong chi Tetraogallus của họ Trĩ (Phasianidae). Chúng là các loài chim làm tổ trên mặt đất, sinh sống trong các khu vực miền núi ở miền nam đại lục Á-Âu, từ Kavkaz tới Himalaya và miền tây Trung Quốc. Thức ăn chủ yếu của chúng là lá cây và hạt. Tên chim Hán-Việt-Nhật gọi Tetraogallus tibetanus là gà lôi Tây Tạng với chú thích là theo nguồn trên Internet, song điều này dường như không thuyết phục do các loài trong chi này không có ở Việt Nam và tên gọi chung của chúng trong tiếng Anh (snowcock) hay tiếng Trung (雪鸡, Hán-Việt: tuyết kê) đều có nghĩa là gà tuyết. Bên cạnh đó, nếu coi họ Phasianidae nghĩa hẹp (sensu stricto) chỉ bao gồm 2 phân họ Perdicinae và Phasianinae thì chi Tetraogallus thuộc về phân họ thứ nhất với các tên gọi chung là gà gô, gà so, đa đa; trong khi các loài nói chung có tên gọi gà lôi đều thuộc phân họ thứ hai (gà lôi, trĩ, gà tiền, gà rừng, công)

## Các loài
- Tetraogallus caucasicus - Gà tuyết Kavkaz
- Tetraogallus caspius - Gà tuyết Caspi
- Tetraogallus tibetanus - Gà tuyết Tây Tạng
- Tetraogallus altaicus - Gà tuyết Altai
- Tetraogallus himalayensis - Gà tuyết Himalaya